# 박의명
박의명(1968년 8월 20일~)은 조선민주주의인민공화국의 역도 선수이다. 1992년 하계 올림픽에 조선민주주의인민공화국 대표 선수로 참가했다.